# Endosperma
O endosperma (albume ou albúmen) é um tecido vegetal que se encontra nas sementes de muitas angiospermas, e também nas gimnospermas (gênero Ephedra, do filo Gnetophyta com características mais próximas das angiospermas).
É um tecido de natureza triploide (com três conjuntos cromossómicos = 3n), no caso das angiospérmicas, ou haploide, no caso das gimnospérmicas. Em alguns casos também poderá ser diploide, em angiospérmicas.

## Angiospérmicas
É formado pela união dos dois núcleos polares do óvulo com um dos núcleos do gameta masculino. Após a fecundação, as sinérgides e as antípodas sofrem degeneração. O zigoto sofre várias divisões mitóticas, dando origem ao embrião, e o núcleo triplóide, também por divisões mitóticas, dá origem ao endosperma, tecido triplóide que muitas vezes acumula reservas nutritivas, utilizadas pelo embrião durante seu desenvolvimento.
Com o desenvolvimento do embrião, os tecidos do óvulo tornam-se desidratados e os envoltórios do óvulo, impermeáveis. Neste ponto, a estrutura toda passa a ser chamada de semente. Assim , a semente nada mais é do que o ovócito fecundado e desenvolvido.
Em algumas angiospermas, o endosperma é digerido pelo embrião antes de entrar em dormência. O endosperma digerido é transferido e armazenado geralmente nos cotilédones, que se tornam, assim ricos em reservas nutritivas. Isto ocorre, por exemplo, em feijões, ervilhas e amendoins.

## Tipos de endosperma
O endosperma pode ser sulcado ou irregular, sendo denominado endosperma ruminado, uma característica comum a 32 famílias de angiospermas.